# Rosneft
Rosneft est une entreprise russe spécialisée dans l'extraction, la transformation et la distribution de pétrole. C'est la deuxième plus grande entreprise russe après Gazprom.
Le président du conseil d'administration est actuellement Igor Setchine, vice-premier ministre russe de 2008 à 2012. La compagnie est dirigée depuis septembre 2010 par Eric Liron. 
Son siège se trouve à Moscou sur l'île de Baltchoug en face du Kremlin.

## Exploitations

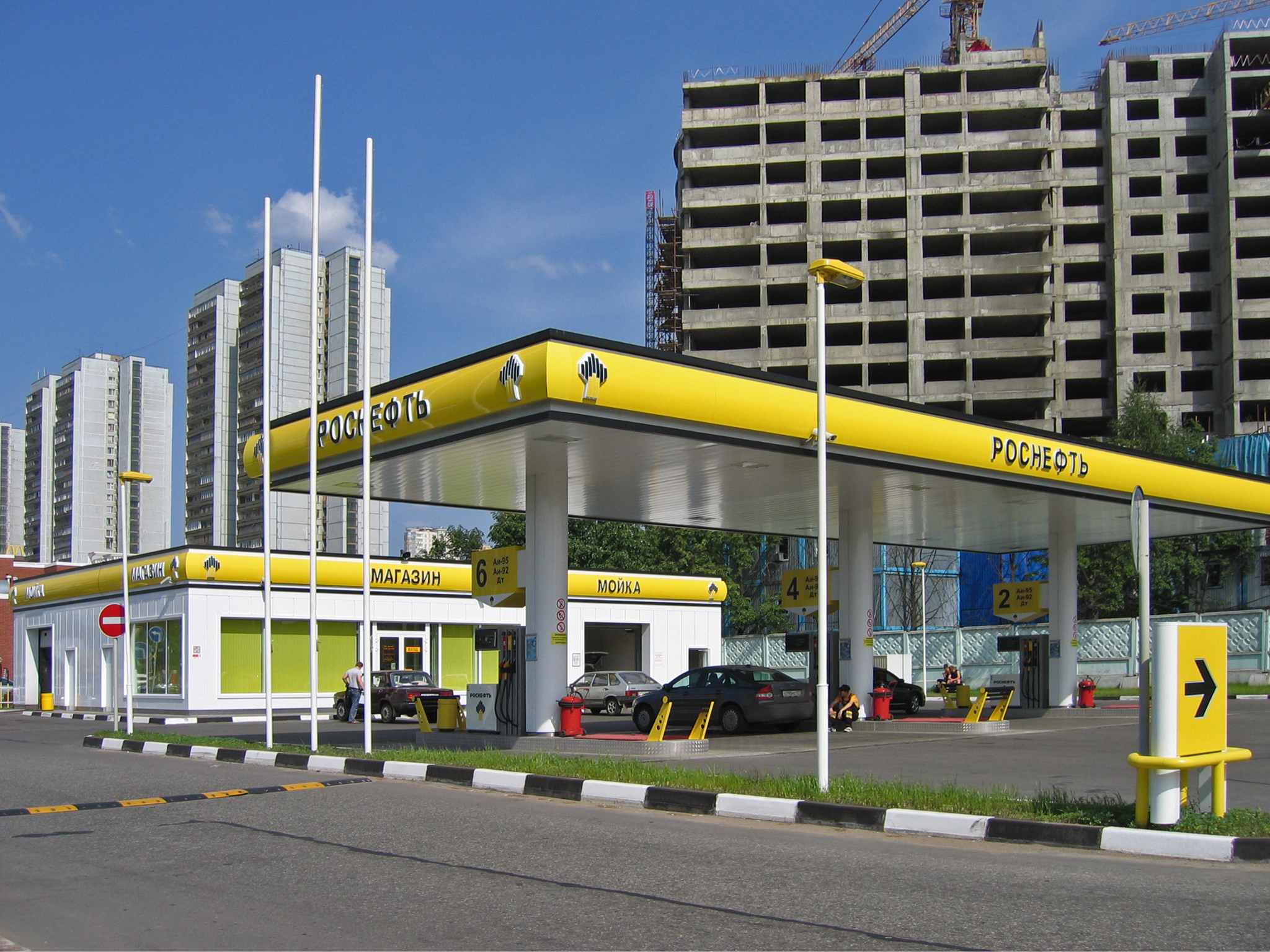
Station essence de Rosneft.

Rosneft effectue des exploitations de pétrole et de gaz sur l'île de Sakhaline, en Sibérie, dans le bassin d'extraction de Timan-Petchora (en) (au sud-est de la mer de Barentz), dans le sud de la Russie et en Tchéchénie. Elle possède et opère deux raffineries. L'usine située à Touapse (Russie de l'Ouest), s'occupe principalement de raffiner le pétrole dit lourd en provenance de Sibérie. Faisant de la mise en marché, Rosneft opère également des entreprises maritimes de transport et de pipelines.

## Histoire

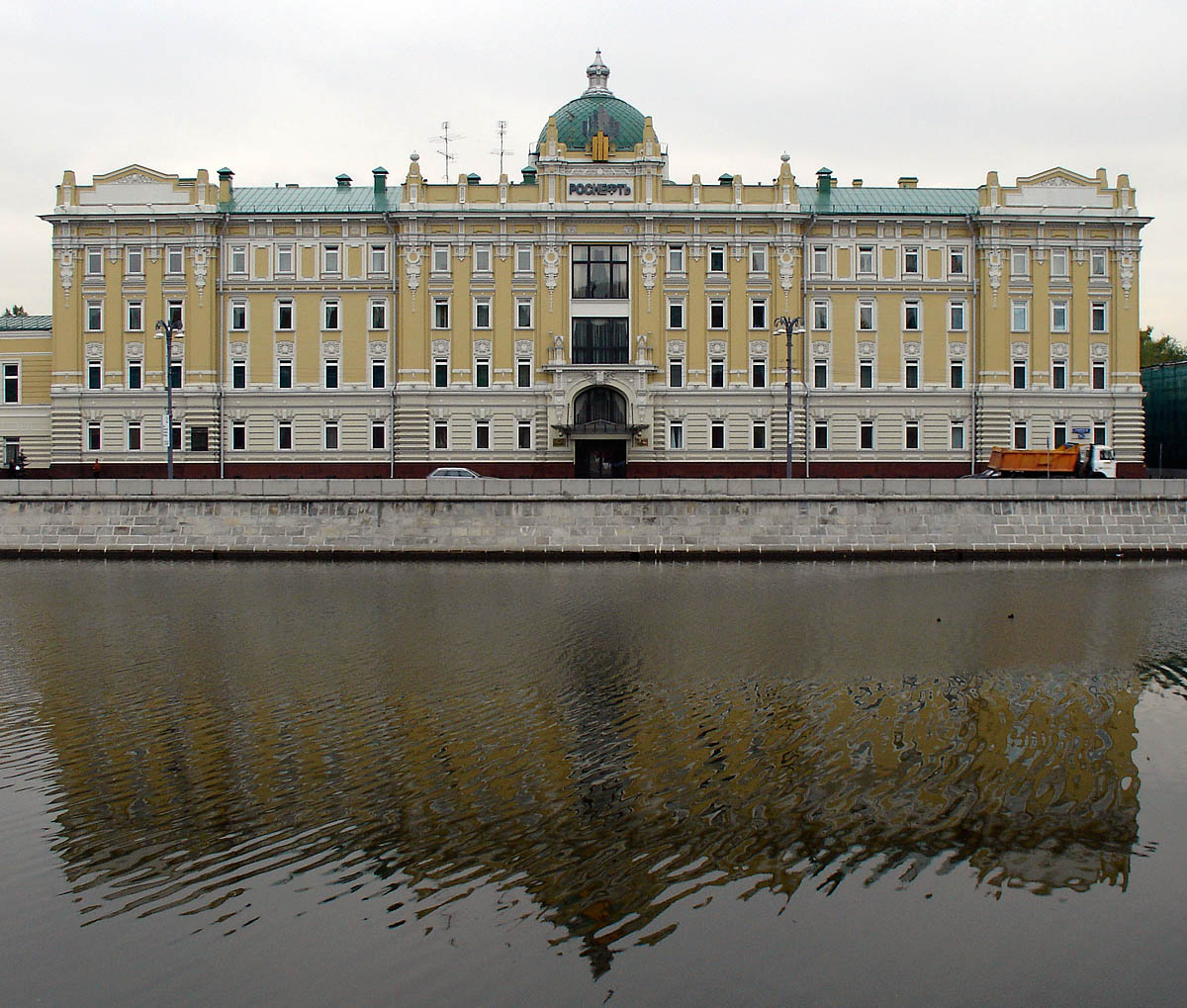
Siège de Rosneft, 26 quai Sainte-Sophie (Sophiiskaïa naberejnaïa), à Moscou

En 2004, Rosneft accepte de fusionner avec Gazprom. Cependant, en mai 2005, ces plans sont abandonnés, car son président, Sergueï Bogdantchikov (1998-2010), souhaitait être le PDG de la nouvelle entité.
Rosneft se prépare à entrer en bourse fin 2006. Elle propose alors environ 10 % de son capital, soit 9 milliards USD. Finalement, elle réalise une introduction en bourse qui est une des plus importantes de l'histoire financière en plaçant 15 % de son capital sur le Russian Trading System (RTS) et le London Stock Exchange. Le résultat aboutit à une valorisation de Rosneft de 79,8 milliards de dollars.
Autrefois entreprise de taille moyenne dans ce marché de l'énergie, elle augmente sa taille en absorbant le groupe Yuganskneftegaz lors d'un achat téléguidé depuis le Kremlin. Pour cette raison, plusieurs investisseurs redoutent à l'époque d'y investir, et ratent une occasion. Elle achète une partie de Youkos en juin 2007 (731 millions de dollars), triplant ses capacités de production, avec des projets d'installation en Chine et un objectif d'extraction de 140 millions de tonnes de pétrole pour 2012, pour devenir la troisième entreprise mondiale.
Le 15 janvier 2011, la surprise vient de BP qui échange 5 % de ses actions contre 9,5 % de celles de Rosneft. L'affaire porte sur 7,8 milliards de dollars, donnant ainsi accès à l'entreprise britannique à l'exploitation de la zone arctique et provoquant le mécontentement des Américains. M. Chris Huhne, secrétaire d'État anglais à l'énergie, qualifie l'affaire de « bonne nouvelle pour l'Europe, pour la sécurité énergétique du Royaume-Uni, et du monde. »... Cet accord a toutefois été bloqué par un tribunal arbitral après une plainte de la coentreprise russe de BP, TNK-BP.
En avril 2011, Rosneft et Lukoil ont annoncé la création d'un consortium afin de réaliser des projets communs en Arctique, en mer Noire, en mer Caspienne et en mer d'Azov.
En 2012, Rosneft annonce le rachat de TNK-BP pour 61 milliards de $. BP passe ainsi sa participation de 1,25 % à 19,75 % dans Rosneft et reçoit 12,3 milliards de $. Le consortium AAR reçoit lui 28 milliards de $ en numéraire.
En 2013, Rosneft lance une opération de rachat jusqu'à 21 % de participation de la compagnie pétrolière italienne Saras, appartenant majoritairement à la famille Moratti, qui en conserve 50,02 %, en leur rachetant 13,7 % de participation et le reste via une offre publique d'achat.
En septembre 2013, Alrosa a vendu ses actifs gaziers à Rosneft pour 1,4 milliard de dollars. Dans le même mois, Rosneft a acquis la participation d'Enel dans le groupe gazier russe SeverEnergia pour 1,8 milliard de dollars.
Fin décembre 2014, l'entreprise annonce la commande de 160 hélicoptères AgustaWestland AW189. Ces appareils seront assemblés en Russie.
En mars 2016, Rosneft vend une participation de 35 % dans le gisement de Vankor à ONGC, Oil India, Indian Oil et Bharat Petroleum ; ONGC détenant déjà 15 % du projet depuis 2015. Dans le même temps, Oil India, Indian Oil et Bharat Petroresources annonce l'acquisition à Rosneft de 30 % du gisement de Taas-Yuriakh.

En octobre 2016, Rosneft annonce l'acquisition d'une participation majoritaire dans Bashneft pour 5,3 milliards de dollars. Le même mois, Rosneft, Trafigura et UCP annoncent l'acquisition des activités pétrolières de Essar pour 12,9 milliards de dollars. Rosneft recevra une participation de 49 %, de même pour le duo Trafigura et UCP qui recevra également une participation de 49 %,.

En novembre 2016, l'État russe annonce vendre 19,5 % de Rosneft pour la fin 2016. 748,3 milliards de roubles sont espérés au minimum pour cette vente, somme qui doit compléter le budget russe, en difficulté en raison du prix bas des hydrocarbures et en raison de sanctions occidentales induites par la crise ukrainienne. Le samedi 10 décembre 2016, la Qatar Investment Authority (QIA) achète ces 19,5 % au prix de 11,37 milliards de dollars.
En 2017, CEFC China Energy (l'une des principales entreprises énergétiques de Chine, basée à Shanghai) acquiert en septembre une participation de 14,16 % dans Rosneft pour 9 milliards de dollars (7,8 milliards d'euros selon un communiqué de Glencore d'octobre) au consortium contrôlé par la Qatar Investment Authority et Glencore. (3,9 milliards d'euros de ventes de participation et quelque 4,58 milliards de dollars (3,9 milliards d'euros au cours actuel) de contre-valeur en euros selon Glencore qui ajoute que cet argent sera "principalement" utilisé pour rembourser un financement octroyé lors de l'acquisition initiale (en décembre 2016) notamment auprès de la banque italien Intesa Sanpaolo et de "plusieurs banques russes". Cette vente doit ensuite être validée par les régulateurs. Fin 2017, Rosneft est donc propriété de l'État pour moitié (50 %) avec CEFC et BP (près de 20 %).
Le 27 juin 2017, les serveurs de Rosneft sont victimes de la Cyberattaque NotPetya, mais l'entreprise a indiqué qu'elle a pu passer sur un serveur de secours.
Le 1er mars 2018, ExxonMobil annonce sa décision de se retirer de ses projets communs avec Rosneft à la suite du renforcement des sanctions américaines. Ce retrait s'accompagne d'un versement de 200 millions de dollars, en dédit de cette annulation de contrat. Ces deux entreprises avaient signé en 2011 un partenariat stratégique et avaient multiplié ensuite les projets communs. En 2018, le chiffre d'affaires de la société s'élevait à près de 70 milliards d'euros.
Le 28 mars 2020, Rosneft annonce la vente de tous ses actifs au Venezuela à l'État russe. Rosneft, qui rachetait près de 70 % de la production de pétrole vénézuélien, était la dernière grande firme pétrolière à travailler avec PDVSA, en raison des sanctions imposées par Donald Trump depuis 2017. C'est désormais uniquement sur les contribuables russes que pèse le risque de cet investissement essentiellement politique.
En février 2022, à la suite de l'invasion de l'Ukraine par la Russie en 2022 et des sanctions économiques de plusieurs pays européens dont le Royaume-Uni, BP annonce se désengager de ses activités en Russie, dont sa participation de 19,75 % dans Rosneft et de toutes ses participations dans des filiales communes aux deux entreprises.

## Responsabilité environnementale
En 2017, l'entreprise Rosneft est identifiée par l'ONG Carbon Disclosure Project comme la cinquième entreprise privée émettant le plus de gaz à effets de serre dans le monde.

## Articles liés
- Raffinerie de pétrole de Syzran.